# 日本—烏克蘭關係
日本—烏克蘭關係是日本與乌克兰之間的雙邊關係。苏联解体不久的1991年12月28日，日本外交承认烏克蘭，次年1月26日建交。日本在基輔設有大使館，烏克蘭亦在東京都設有大使館。

## 歷史

### 20世紀初

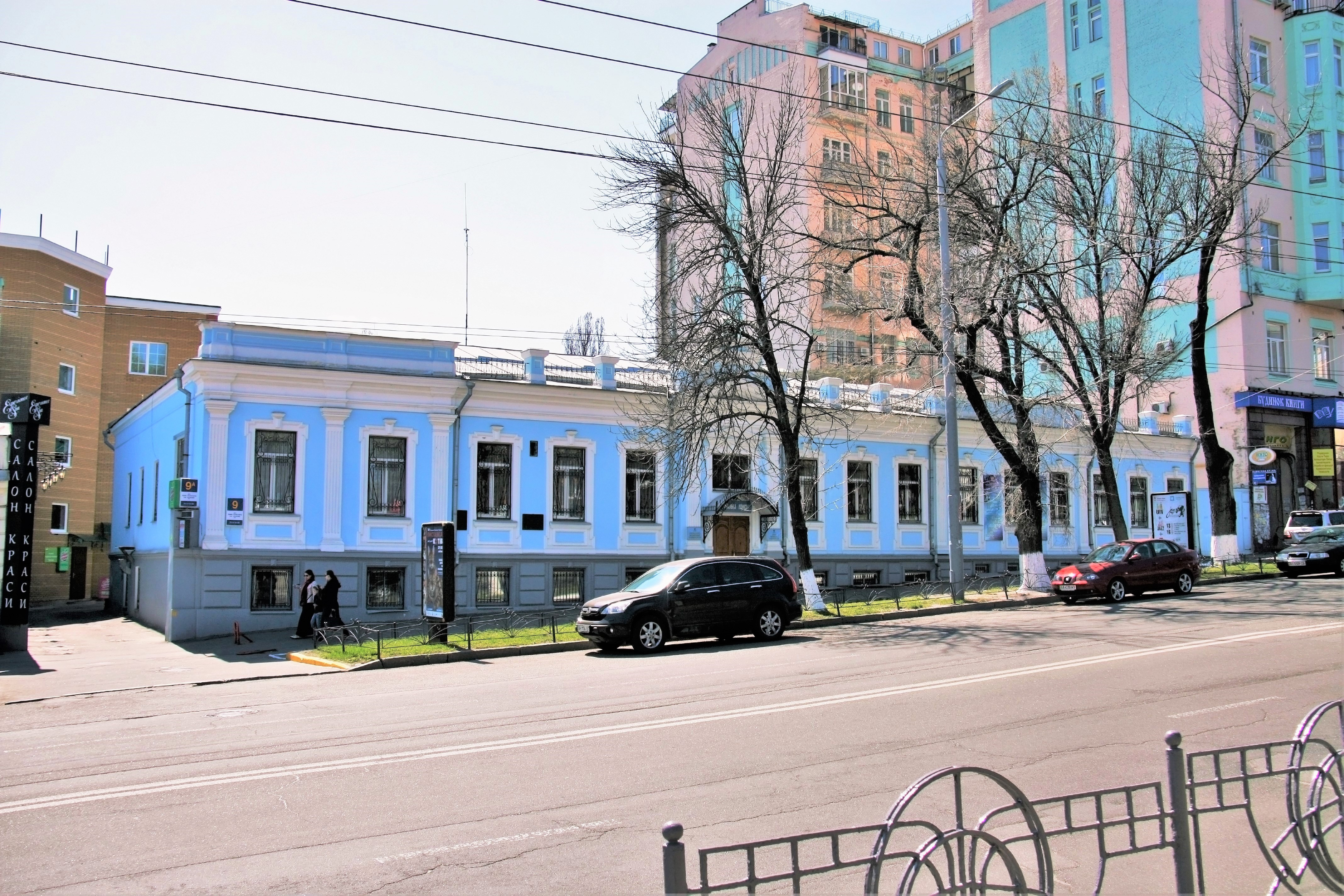
日本駐烏克蘭軍事使團的舊建築，在現基輔列夫·托爾斯泰街 (基輔)

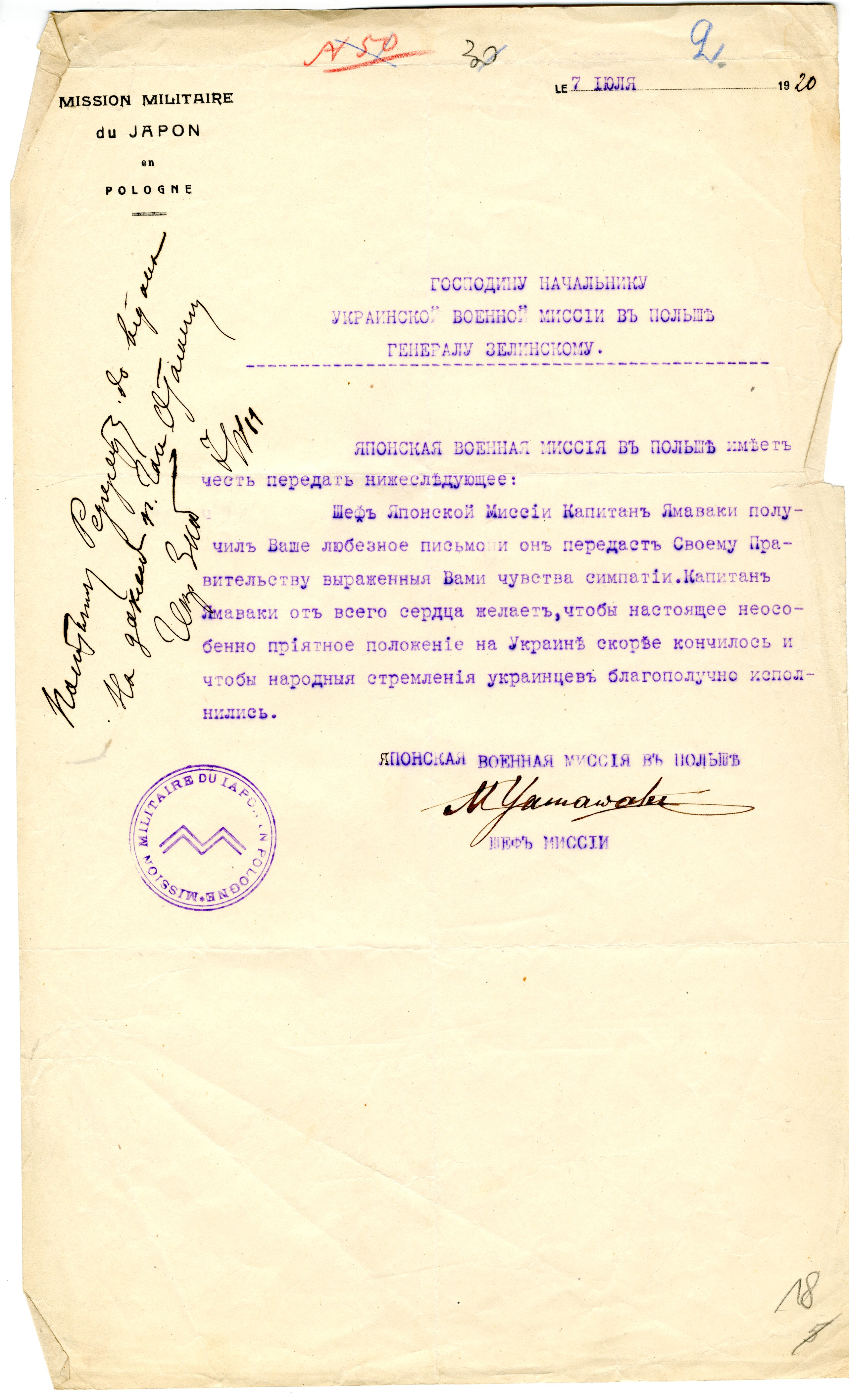
日本駐波蘭軍事使團對1920年9月25日烏克蘭駐波蘭軍事使團來信的回應

1917年俄國二月革命後，日本駐俄羅斯大使館向基輔派遣芦田均帶領的外交與軍事使團，蘆田均於1917年7月成為首位訪問烏克蘭中央議會的協約國外交官。1917年11月布爾什維克佔領最高統帥部大本營後，原在莫吉廖夫最高統帥部大本營的日本軍事使團遷往基輔。日本及其他協約國軍事使團長官表示願意幫助烏克蘭人民共和國在人員、武器、財政方面保持對抗同盟國的戰線，不過並未實現。此外，日本領事館繼續在敖德薩辦公。日本政府從使團得知1918年1月烏克蘭宣布獨立，當時在烏克蘭的日本記者也報導了此事。
1918年，烏克蘭人民共和國政府任命鮑里斯·沃布利為駐日代表。
1920年，烏克蘭的代表與日本駐歐洲外交官之間有通信。20世紀20年代末30年代初，烏克蘭人民共和國流亡政府與日本军保持聯繫。

### 蘇聯解體後
蘇聯解體不久的1991年12月28日，日本外交承认烏克蘭，次年1月26日建交。1993年1月，日本在基輔設大使館；次年9月，烏克蘭亦在東京都設大使館。
2022年10月8日，烏克蘭決議，承認南千島群島為被俄羅斯佔領的日本領土。
2023年3月21日，首相岸田文雄訪問烏克蘭。

## 經貿往來
2008年起，兩國關係在InvestUkraine、烏克蘭日本中心（ウクライナ日本センター）、日本贸易振兴机构等團體主持的定期交流下明顯增進。2009年3月25日，乌克兰总理尤莉婭·季莫申科訪日，會見日本內閣總理大臣麻生太郎。他們以聯合聲明歡迎貿易、投資、節能等方面的合作，並討論了近期經濟危機影響等話題。
烏克蘭在兩國貿易的收入更多，日本出口鋼管與汽車，進口鋁與食品。作為另一種貿易形式，2008年7月15日，《京都议定书》簽署國日本同意從烏克蘭購買溫室氣體排放額度，以達成《联合国气候变化框架公约》設定目標，並於2009年3月26日達成共識。
1998至2009年，日本向烏克蘭的教育文化機構提供了超過430萬美元的資金援助。此外，日本向烏克蘭提供了超過1.518億美元的補貼。

## 日本對烏克蘭領土完整與主權的支持
2014年克里米亞危機期間，日本表示自己是烏克蘭的堅定盟友。日本國政府制裁了俄罗斯，不過有指出由於不想危及日俄关系，日本將制裁設計為無實際效果。日本批評俄羅斯侵犯烏克蘭領土完整與主權。此外，日本表示在烏克蘭同意接受並實施國際貨幣基金組織各項改革後，願意提供15億美元的財政援助。
2022年2月，俄羅斯入侵烏克蘭後，日本制裁俄羅斯，禁止俄羅斯在日本發行債券，凍結部份俄羅斯人個人資產，並限制俄羅斯人赴日旅行。3月20日，日本內閣總理大臣岸田文雄與柬埔寨首相洪森敦促俄羅斯立即停戰撤軍，稱是次入侵「嚴重違反《联合国宪章》」。
2023年2月23日，七国集团（G7）财长和央行行长在印度班加罗尔举行会议。乌克兰财长马尔琴科也在线出席了会议。七国集团在会上通过了一项向乌提供总额390亿美元的财政与经济援助的联合声明，该计划金额较去年12月提出的320亿美元有所增加，其中日本将拨款55亿美元。

## 車諾比與福島核災的協力處理
2005年7月，烏克蘭總統維克多·尤申科訪日，討論了切尔诺贝利清理事宜。
2011年福島核災後的2012年5月，兩國簽署協定，協力應對核災後事宜。據此協定，兩國2012年在東京都、2013與2014年在基輔組成相應的委員會。

## 外部連結
- 日本駐烏克蘭大使館 （页面存档备份，存于）
- 烏克蘭駐日本大使館 （页面存档备份，存于）
- 日本—烏克蘭關係 （页面存档备份，存于） - 外務省